# وينديل تشيري
وينديل تشيري (بالإنجليزية: Wendell Cherry)‏ هو شخصية أعمال أمريكي، ولد في 25 سبتمبر 1935، وتوفي في 16 يوليو 1991 في لويفيل في الولايات المتحدة.